# Línea 3 del Metro de Lima y Callao
La línea 3 del Metro de Lima es la tercera línea del Metro de Lima y Callao, se encuentra proyectada desde 2010, con la expedición del Decreto Supremo N° 059-2010-MTC, que definió la Red Básica del Metro de Lima. Tendrá una longitud proyectada de 32 km.
En julio de 2021, el MTC comunicó que recorrerá la ciudad de norte a sur y beneficiará a la población de al menos ocho distritos en su área de influencia directa (4 millones de habitantes). El MTC, confirmó que será subterránea, al igual que la línea 2.

## Historia
El 22 de agosto de 2014, la agencia Proinversión informó que siete postores se presentaron con sus propuestas técnicas y económicas para los estudios de la línea 3 del Metro de Lima. La adjudicación de los estudios se otorgó al consorcio MetroTres integrado por Price Water House Coopers, Ingerop, Metropolitana Milanese y Alpha Consult, que propuso el recorrido, diseño y monto de inversión aproximado de US$ 5,000 millones en 2015.
En 2021, el Ministerio de Transportes informó que hay ocho países interesados en ser parte del megaproyecto bajo la modalidad de contrato gobierno a gobierno.
El 10 de enero de 2023, el presidente del Consejo de Ministros, Alberto Otárola, anunció que desde el Ejecutivo se asignará un monto de S/ 252 millones para el gerenciamiento y la adquisición de predios para avanzar con el proyecto de la Línea 3 del Metro de Lima. En diciembre de 2023, el Gobierno del Perú oficializó la constitución de un Fideicomiso de Titulización para el financiamiento de proyectos de infraestructura de transporte y de la movilidad urbana en Lima y Callao, el cual permitirá acelerar la construcción de obras como la Línea 3 y Línea 4 del Metro de Lima, a través de una modalidad de contratación de Estado a Estado (también conocido como G2G).
El 26 de agosto de 2024, la ATU confirmó que la Línea 3 del Metro de Lima y Callao será 100% subterránea, con una longitud de 34.8 km, 28 estaciones, y unirá los distritos de Comas y San Juan de Miraflores en tan solo 56 minutos. Se están realizando gestiones para obtener los recursos necesarios para iniciar la elaboración del expediente técnico, el estudio de impacto ambiental, la liberación de interferencias y la adquisición de predios. 
El 25 de noviembre de 2024, el ministro de Transportes y Comunicaciones, Raúl Pérez Reyes hizo la presentación de las líneas 3 y 4 del Metro de Lima y Callao a representantes de 29 embajadas acreditadas en el Perú, con el objetivo de facilitar la colaboración internacional para ejecutar estos proyectos bajo el mecanismo de Estado a Estado.
El 11 de marzo de 2025, El ministro de Economía y Finanzas, José Salardi, planteó el objetivo de adjudicar los proyectos de las líneas 3 y 4 del Metro de Lima y Callao el año 2026, los cuales involucran una inversión superior a los 10,600 millones de dólares, así mismo la Agencia de Promoción de la Inversión Privada (ProInversión) aseguró que los proyectos de las Líneas 3 y 4 del Metro de Lima podrían desarrollarse de manera paralela.

### Conexión con el ferrocarril Callao - Barranca
Desde 2015, pobladores y autoridades de los distritos de Lima Norte, clamaban que la ruta se extiendiera hasta el distrito de Ancón al norte de la Provincia de Lima. Como consecuencia, en 2025, el MTC declaró que los pobladores de Puente Piedra y Ancón podrán hacer uso de la línea 3 a través del ferrocarril Callao - Barranca, que tendrá una estación intermodal en Pro (cruce de Canta Callao con la Panamericana Norte), cuyos estudios de preinversión se realizan desde 2024.

## Monto de inversión
El organismo público de inversión privada Proinversión indicó el 24 de octubre de 2014 que la inversión aproximada tanto para la línea 3 como para la línea 4 será aproximadamente de US$.5,000 millones cada una, teniendo en cuenta las características de las mismas. Actualmente, ya se encargaron los estudios de la línea 3 y los estudios para la línea 4 deben encargarse en los próximos meses. Asimismo, el 10 de enero de 2016, los estudios hechos por el consorcio MetroTres fueron registrados en el SNIP, y posteriormente, a evaluación del MEF, los estudios estimaron una inversión de S/19.000 millones para la construcción, compra de trenes y otros gastos importantes. El Ministerio de Transportes y Comunicaciones tiene previsto realizar la licitación pública entre septiembre y octubre de 2016.
En enero de 2021, el ministro de Transportes y Comunicaciones (MTC), manifestó que la línea 3, que conectará a 13 distritos de Lima y el Callao, contará con una inversión aproximada de casi US$ 7,000 millones.
Las avenidas por las que se cruzará serán: Chillón-Trapiche, carretera Panamericana Norte, Tacna, Inca Garcilaso de la Vega, Arequipa, José Larco, Alfredo Benavides, carretera Panamericana Sur y Pedro Miotta.

## Estaciones
Según el estudio de factibilidad encargado por el MTC, la línea 3 contará con las siguientes estaciones
| Nro. | Estación                     | Inauguración | Distancia (en km) | Ubicación (aproximada)                                           | Distrito                       | Combinación                   | Acceso para discapacitados | Característica |
| ---- | ---------------------------- | ------------ | ----------------- | ---------------------------------------------------------------- | ------------------------------ | ----------------------------- | -------------------------- | -------------- |
| 1    | El Álamo                     | Pendiente    | 0,94              | Av. Chillón Trapiche con Av. Micaela Bastidas                    | Comas                          |                               | Acceso para discapacitados | Subterránea    |
| 2    | Huandoy                      | Pendiente    | 2,35              | Carretera Panamericana Norte con Av. Huandoy                     | Los Olivos                     | Ferrocarril Barranca - Callao | Acceso para discapacitados | Subterránea    |
| 3    | 2 de Octubre                 | Pendiente    | 4,18              | Carretera Panamericana Norte con Av. 2 de Octubre                | Los Olivos                     |                               | Acceso para discapacitados | Subterránea    |
| 4    | Villa Sol                    | Pendiente    | 5,66              | Carretera Panamericana Norte con Av. Universitaria               | Los Olivos                     |                               | Acceso para discapacitados | Subterránea    |
| 5    | Naranjal                     | Pendiente    | 6,75              | Carretera Panamericana Norte con Av. Naranjal                    | Los Olivos e Independencia     |                               | Acceso para discapacitados | Subterránea    |
| 6    | Carlos Izaguirre             | Pendiente    | 7,95              | Carretera Panamericana Norte con Av. Carlos Izaguirre            | Los Olivos e Independencia     |                               | Acceso para discapacitados | Subterránea    |
| 7    | Tomás Valle                  | Pendiente    | 9,56              | Carretera Panamericana Norte con Av. Tomás Valle                 | Los Olivos e Independencia     |                               | Acceso para discapacitados | Subterránea    |
| 8    | Bartolomé de las Casas       | Pendiente    | 11,14             | Carretera Panamericana Norte con Av. Fray Bartolomé de las Casas | San Martín de Porres           |                               | Acceso para discapacitados | Subterránea    |
| 9    | José Granda                  | Pendiente    | 12,24             | Carretera Panamericana Norte con Av. José Granda                 | San Martín de Porres           |                               | Acceso para discapacitados | Subterránea    |
| 10   | Caquetá                      | Pendiente    | 13,21             | Vía de Evitamiento con Av. Caquetá                               | San Martín de Porres y Rímac   |                               | Acceso para discapacitados | Subterránea    |
| 11   | Tacna                        | Pendiente    | 15,16             | Av. Tacna                                                        | Lima                           |                               | Acceso para discapacitados | Subterránea    |
| 12   | Garcilaso de la Vega         | Pendiente    | 16,27             | Av. Inca Garcilaso de la Vega                                    | Lima                           |                               | Acceso para discapacitados | Subterránea    |
| 13   | Estación Central             | Pendiente    | 17,81             | Av. Inca Garcilaso de la Vega con Av. 9 de Diciembre             | Lima                           |                               | Acceso para discapacitados | Subterránea    |
| 14   | Parque de la Reserva         | Pendiente    | 19,51             | Av. Arequipa                                                     | Lima                           |                               | Acceso para discapacitados | Subterránea    |
| 15   | Museo de Historia Natural    | Pendiente    | 20,53             | Av. Arequipa                                                     | Lima                           |                               | Acceso para discapacitados | Subterránea    |
| 16   | César Canevaro               | Pendiente    | 21,14             | Av. Arequipa con Av. Juan Pardo de Zela                          | Lince                          |                               | Acceso para discapacitados | Subterránea    |
| 17   | Conde de San Isidro          | Pendiente    | 21,89             | Av. Arequipa con Av. Javier Prado Oeste                          | San Isidro                     |                               | Acceso para discapacitados | Subterránea    |
| 18   | Andrés Aramburú              | Pendiente    | 22                | Av. Arequipa con Av. Andrés Aramburú                             | San Isidro y Miraflores        |                               | Acceso para discapacitados | Subterránea    |
| 19   | Huaca Pucllana               | Pendiente    | 23,45             | Av. Arequipa                                                     | Miraflores                     |                               | Acceso para discapacitados | Subterránea    |
| 20   | Parque Central de Miraflores | Pendiente    | 25,10             | Av. José Larco                                                   | Miraflores                     |                               | Acceso para discapacitados | Subterránea    |
| 21   | Benavides                    | Pendiente    | 26,51             | Av. Alfredo Benavides con Av. Paseo de la República              | Miraflores                     |                               | Acceso para discapacitados | Subterránea    |
| 22   | Panamá                       | Pendiente    | 27,88             | Av. Alfredo Benavides con Av. República de Panamá                | Miraflores                     |                               | Acceso para discapacitados | Subterránea    |
| 23   | Juana Alarco                 | Pendiente    | 29,19             | Av. Alfredo Benavides                                            | Miraflores                     |                               | Acceso para discapacitados | Subterránea    |
| 24   | Cabitos                      | Pendiente    | 30,92             | Av. Alfredo Benavides con Óvalo Cabitos                          | Miraflores y Santiago de Surco |                               | Acceso para discapacitados | Subterránea    |
| 25   | Alejandro Velasco            | Pendiente    | 32,02             | Av. Alfredo Benavides con Av. Velasco Astete                     | Santiago de Surco              |                               | Acceso para discapacitados | Subterránea    |
| 26   | Las Gardenias                | Pendiente    | 33,07             | Carretera Panamericana Sur                                       | Santiago de Surco              |                               | Acceso para discapacitados | Subterránea    |
| 27   | Los Héroes                   | Pendiente    | 34,19             | Carretera Panamericana Sur con Av. Los Héroes                    | San Juan de Miraflores         |                               | Acceso para discapacitados | Subterránea    |
| 28   | Pedro Miotta                 | Pendiente    | 35,18             | Av. Pedro Miotta                                                 | San Juan de Miraflores         |                               | Acceso para discapacitados | Subterránea    |